# Lac Mahoney
Le lac Mahoney est un lac salé méromictique situé près d'Okanagan Falls en Colombie-Britannique, au Canada. Il fait partie depuis 1972 d'une réserve écologique pour préserver un lac salé intérieur du sud typique, possédant des caractéristiques limnologiques uniques. Il présente une stratification unique, où le fond du lac est très riche en sel et contient du sulfure d'hydrogène (H2S), ce qui facilite la croissance des bactéries pourpres sulfureuses dans la couche au-dessus, où les bactéries ont juste assez de lumière pour se développer. La couche supérieure du lac est constituée d’une couche de mélange d’eau douce. Le lac Mahoney est alcalin, car il ne présente ni entrée ni sortie d’eau. Le lac contient également de très faibles niveaux d’oxygène et un pH approximatif de 7,5 à 9,0. La superficie du lac est de 18 ha et la superficie de la réserve est de 21 ha.